# Nenad Kovačević
Nenad Kovačević, serbisch: Ненад Ковачевић, (* 11. November 1980 in Kraljevo) ist ein serbischer Fußballspieler.
Er spielte als Kapitän beim FK Roter Stern Belgrad, bis er in der Saison 2006/07 nach Frankreich zum RC Lens wechselte. Er war Mitglied des serbischen Nationalteams. Durch seine kämpferischen und strategischen Fähigkeiten war der defensive Mittelfeldspieler eine wichtige Stütze in der serbischen Fußballnationalmannschaft und bei Lens.